# Grant Kenny
Grant Kenny (n. 14 iunie 1963, Maryborough⁠(d), Queensland, Australia) este un surfer ce a reprezentat Australia, medaliat olimpic. A participat la 2 ediții ale Jocurilor Olimpice (1980, 1984) în care a câștigat o medalie de bronz.